# عصب سدادی درونی
عصب سِدادی درونی یا عصب ابتراتور داخلی (انگلیسی: Obturator internus nerve) از طریق سوراخ سیاتیک بزرگ و زیر ماهیچه گلابی‌شکل (پیریفورمیس) از لگن خارج شده شاخه مربوط به دوقلوی (جملوس) بالایی را می‌دهد و سپس شاخه سدادی درونی آن از طریق سوراخ سیاتیک کوچک وارد شده و وارد ماهیچه سدادی درونی (ابتراتور داخلی) می‌شود.